# Ona Adomavičienė
Ona Adomavičienė  (* 1951 in der Litauischen SSR) ist eine litauische Juristin, Notarin und ehemalige Präsidentin der litauischen Notarkammer.

## Leben
Ona Adomavičienė absolvierte das Diplomstudium der Rechtswissenschaften an der Rechtsfakultät der Universität Vilnius und arbeitete ab 1975 als staatliche Notarin (Amtsnotarin). Derzeit ist sie Notarin des 9. Notarbüros von Vilnius. Vom 13. April 2002 bis zum 8. März 2005 leitete sie die Litauische Notarkammer. Ihre Vorgängerin war Notarin Vidutė Zubavičiūtė und ihre Nachfolgerin wurde Daiva Lukaševičiūtė-Binkulienė.

## Publikationen
- Notariatsgesetzesänderung zum Wohl der Menschen // Notariato įstatymo pakeitimai – žmonių labui. Justitia 2003 m. Nr. 1–2 (43–44)
- Lietuvos notarų rūmai paminėjo veiklos dešimtmetį 1992–2002. Justitia 2002 m. Nr. 5–6 (41–42)